# XChat
X-Chat (più comunemente xChat, Xchat, XChat o xchat) è un client IRC molto diffuso tra i sistemi operativi Unix-like (come GNU/Linux) ed è software libero.
È disponibile anche per Microsoft Windows e per MacOS (tramite un fork del progetto, chiamato X-Chat Aqua, che si mantiene aggiornato con il ramo di sviluppo originale ed è più popolare rispetto alla versione ufficiale mantenuta dal progetto Fink).

## Storia
Dal 23 agosto del 2004, la versione ufficiale per Windows di XChat è diventata shareware, e richiede un pagamento dopo 30 giorni di prova per continuare ad essere utilizzato. Ci sono state numerose discussioni sulla legalità di questa scelta.
Dal momento che il progetto XChat non ha richiesto un'assegnazione del copyright, il mantenitore del progetto XChat non detiene davvero il copyright per la totalità del codice sorgente. Pur avendo proposto di rimuovere e riscrivere tutte le patch non sue, ci sono molte persone che ritengono che egli sia comunque in violazione della licenza GPL, specialmente per il fatto che il codice per il rafforzamento della versione shareware non è stato rivelato.

## Versioni non ufficiali
Sono state rese disponibili versioni non ufficiali per Windows, su silverex.org che mantiene un binario per le ultime versioni, che compila frequente dal CVS. Molti altri hanno creato versioni libere di XChat.

## Caratteristiche
Ha un'interfaccia tabbed, supporta server multipli e fornisce un alto livello di configurabilità. È distribuito sotto la licenza GNU General Public License e usa il toolkit GTK+ per la propria interfaccia grafica.
XChat supporta lo scripting tramite numerosi linguaggi di programmazione: Perl, Python, Tcl e Ruby, che sono disponibili come plugin esterni.